# 清華大學第二教室樓

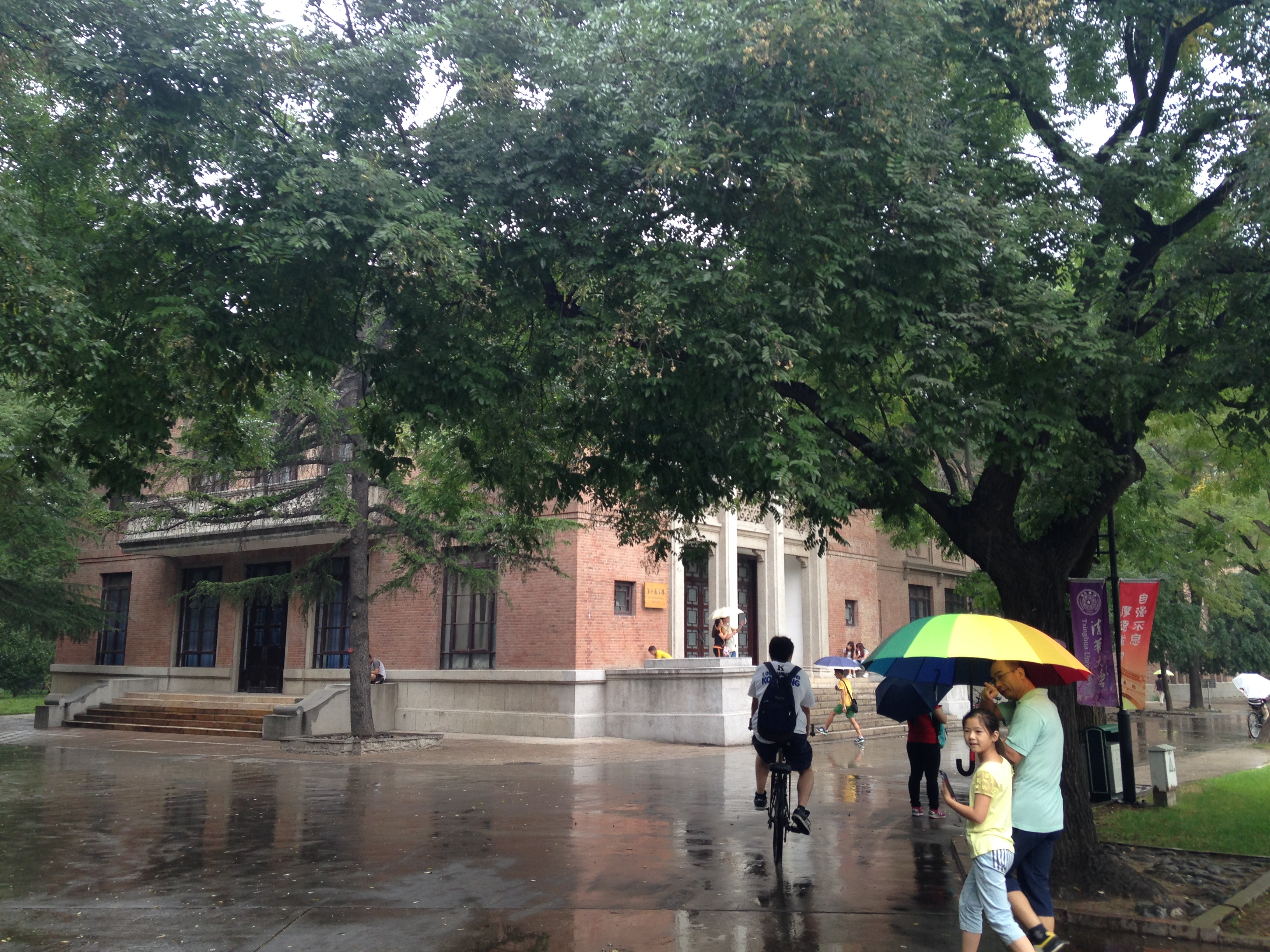
二教

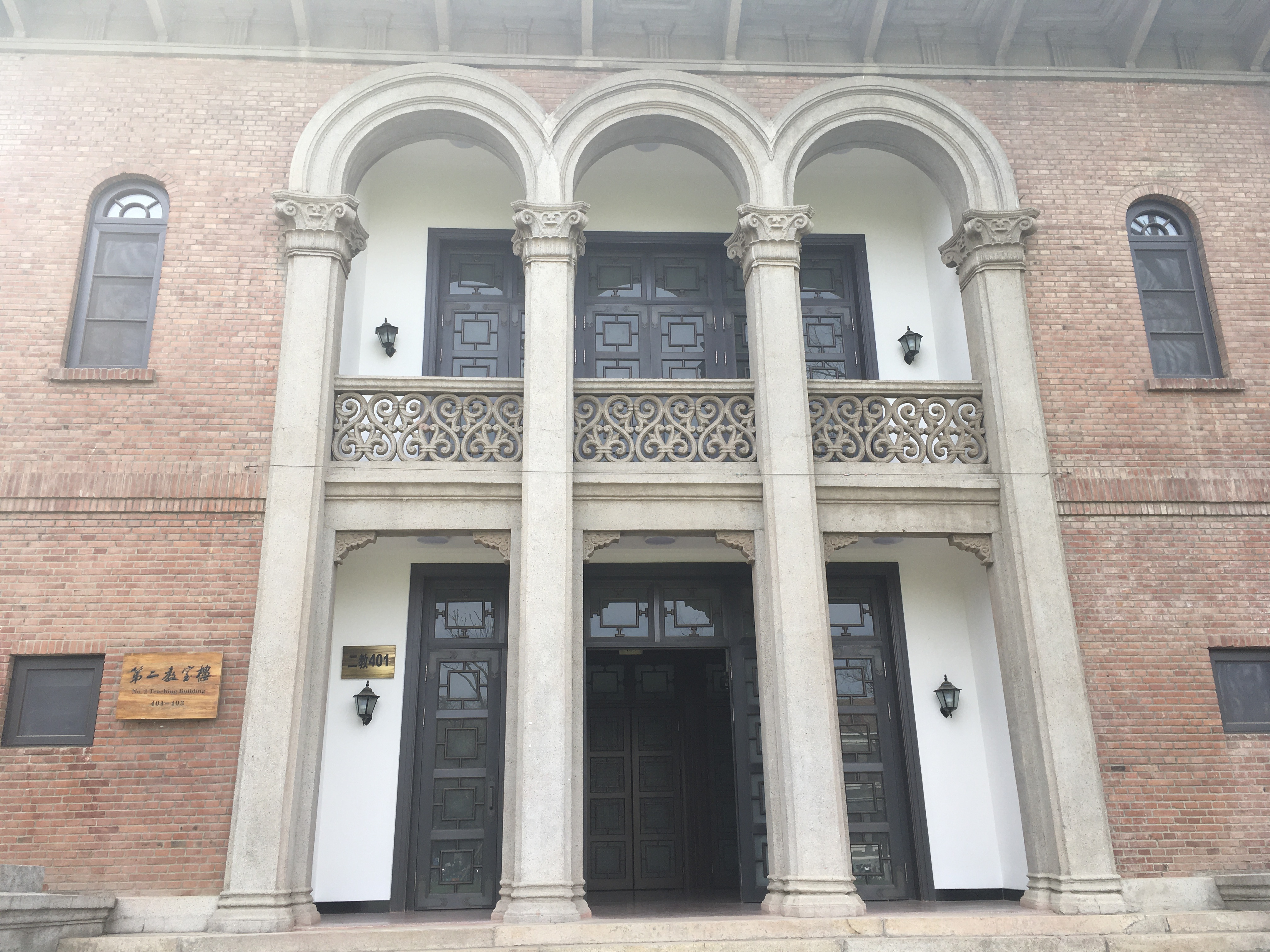
二教門口

清华大学第二教室楼簡稱二教，是清華大學第二座公共教學樓，位於大禮堂前廣場西南角。建於1954年，由清華大學建築學院1951年屆校友建築師周維權設計，為二層建築，建築面積為1200平方公尺，包含三大教室以及一個大會議室。
二教為專混結構，外觀採用坡屋頂，紅磚牆身，拱券式門窗，門廊部分採用券柱式設計。整體呼應周圍環境，與科學館、西階、清華學堂、和大禮堂共同形成清華西區的景觀。
2019年，二教被北京市政府列為北京市第一批历史建筑。